# Arctia angelica
Arctia angelica är en fjärilsart som beskrevs av Jean Baptiste Boisduval 1829. Arctia angelica ingår i släktet Arctia och familjen björnspinnare. Inga underarter finns listade i Catalogue of Life.